# Hans Tiessen
Hans Tiessen (ur. 20 stycznia 1861 w Braniewie, zm. 10 października 1932 w Królewcu) – prawnik, w latach 1912–1914 pełniący obowiązki burmistrza Królewca.

## Życiorys
Urodził się w Braniewie w rodzinie sędziego sądu powiatowego (kreisrichter) Alberta Tiessen oraz Minny z domu von Roy. Matka była córką założyciela znanego browaru w Braniewie, Jakoba von Roy. Rodzina von Roy była starym mennonickim rodem, który z powodu prześladowań opuścił w XVI w. Niederlandy i osiedlił się w Gdańsku.
Hans Tiessen uczęszczał do gimnazjum w Braniewie do roku 1872. Wówczas ojciec został przeniesiony do dalszej pracy jako sędzia w Królewcu, tam Hans dokończył naukę w Altstädtisches Gymnasium i uzyskał maturę. Studiował prawo na Uniwersytecie Albrechta. W 1883 został referendarzem sądowym, w 1888 asesorem. W tym samym roku poślubił Margarete Ellendt, córkę notariusza i radcy sądowego. Rozpoczął pracę jako adwokat w Morągu. W 1892 powrócił do Królewca i prowadził kancelarię prawniczą wspólnie z teściem. Równocześnie został etatowym, płatnym radnym miejskim. Jako taki został syndykiem miasta, przewodniczącym komisji szkolnej, przewodniczącym stowarzyszenia kulturalnego „Börsenhalle”, dyrektorem komisji kościelnej oraz członkiem zarządu towarzystwa teatralnego w Królewcu. W 1912 został wybrany burmistrzem Królewca, na czas nieobecności burmistrza Siegfrieda Körte. Po rezygnacji burmistrza Kurta z urzędu, Hans Tiessen sam również przeszedł na wcześniejszą emeryturę.

### Rodzina
Jego bratem był Ernst Tiessen (ur. 1871 w Braniewie, zm. 1949) – niemiecki geograf, geolog i publicysta. Heinz Tiessen (1887–1971), znany niemiecki kompozytor, był jego bratankiem.